# القاضي مجاهد الإسلام القاسمي
مجاهد الإسلام القاسمي (1936-4 أبريل 2002) كان عالما هنديا ومصنفا ومفتيا وقاضيا معروفا ومفكرا إسلاميا، المعروف بــ القاضي، مؤسس مجمع الفقه الإسلامي . شغل منصب رئيس مجلس قانون الأحوال الشخصية للمسلمين في الهند.   